# Kőszeghy Attila
Kőszeghy Attila (Zalaegerszeg, 1946 – ) építész.

## Élete
1964-1969 között a Budapesti Műszaki Egyetem Építőmérnöki Karán, 1980-0982 között a Budapesti Műszaki Egyetem Építészmérnöki Kar, városépítés-városgazdálkodási szakmérnöki szakán szerzett diplomát.
1994-ben Év lakóháza I. díjat, 1995-ben Év lakóháza fődíjat, 1999-ben Debrecen város Pro Urbe díját kapta. Számos családi ház mellett középületeket tervez, tömb-rehabilitációs és városrendezési terveket készít. Munkái az organikus építészeti kezdeményezésekhez kapcsolódnak. Intenzíven foglalkoztatja a szűkebb környezet, a falusi, tájegységi, városi hagyományok felhasználása az modern építészetben.

## Kiállításai
1990 – Tölgyfa Galéria, Budapest
1996 – Organikus Magyar Építészet
1999 – Kós Károly Egyesülés jubileumi kiállítás

## Publikációi
- A hagyományőrzés dilemmái I. Tiszántúli Építészeti Konferencia előadásai (Nyíregyháza, 1976)
- A palóc házépítő hagyomány, Palócföld 1980/5.
- Kapuk, ablakok, ornamensek Debrecen belvárosában [Sasváry Andreával, Vadász Györggyel], (Debrecen, 1985)
- Kupolák és tornyok, Országépítő, 1990/1.
- Magyar Építőművészet, 1987/1.; 1990/3-4.
- Új Magyar Építőművészet, 1999/5.

## Főbb művei
- 1981 – Ravatalozó, Tuzsér
- 1994-95 – Iskola és étterem [Kőszeghy Évával], Tuzsér
- 1996-97 – Apolló mozi rekonstrukció, Debrecen
- 1998 – Szent Család római katolikus templom, Debrecen, Tócóskert, Ravatalozó, Záhony
- 1999 – Észak-magyarországi Hírközlési Felügyelet székháza, Debrecen, Tuzsér Rendezési Terve